# Florence (Colorado)
Florence è un centro abitato (city) degli Stati Uniti d'America, situato nella contea di Fremont dello Stato del Colorado. Nel censimento del 2000 la popolazione era di 3.653 abitanti.

## Geografia fisica
Secondo i rilevamenti dell'United States Census Bureau, Florence si estende su una superficie di 10,5 km².